# Kết quả chi tiết giải bóng đá nữ vô địch quốc gia 2007
Kết quả chi tiết giải bóng đá nữ vô địch quốc gia 2007 là kết quả chi tiết các trận đấu bóng đá của mùa Giải bóng đá nữ vô địch quốc gia 2007, là mùa giải lần thứ 10 do VFF tổ chức.

## Kết quả chi tiết
Tham dự giải năm nay vẫn gồm 6 gương mặt cũ, đó là Hà Nội, Than Cửa Ông, Thái Nguyên, Hà Tây, TP HCM và Hà Nam. Các trận lượt đi của giải sẽ diễn ra tại hai Sân vận động Hà Đông và Sơn Tây (Hà Tây), các trận lượt về sẽ đá tại Sân vận động Thái Bình và Trung tâm đào tạo vận động viên Nam Định.

### vòng 1
| Hà Tây                                                       | 4–0      | Thái Nguyên |
| ------------------------------------------------------------ | -------- | ----------- |
| Nguyễn Thị Thành 8', 65' · Ngọc Mai 28' · Nguyễn Thị Nga 56' | Chi tiết |             |

| Hà Nam | 0–1      | Than Khoáng Sản Việt Nam |
| ------ | -------- | ------------------------ |
|        | Chi tiết | Nguyễn Mai Lan 26'       |

| Hà Nội | 0–1      | Thành phố Hồ Chí Minh       |
| ------ | -------- | --------------------------- |
|        | Chi tiết | Đoàn Thị Kim Chi 60' (ph.đ) |

### vòng 2
| Than Khoáng Sản Việt Nam  | 1–1      | Hà Tây                 |
| ------------------------- | -------- | ---------------------- |
| Vũ Thị Diệu Huyền (6) 63' | Chi tiết | Nguyễn Thị Thành 90+2' |

| Thành phố Hồ Chí Minh       | 2–1      | Hà Nam            |
| --------------------------- | -------- | ----------------- |
| Hồng Nga 40' · Kim Hồng 66' | Chi tiết | Vũ Thị Lành 90+3' |

| Thái Nguyên | 1–7      | Hà Nội |
| ----------- | -------- | ------ |
|             | Chi tiết |        |

### vòng 3
| Than Khoáng Sản Việt Nam                  | 2–1      | Thành phố Hồ Chí Minh |
| ----------------------------------------- | -------- | --------------------- |
| Nguyễn Thị Hải 59' · Nguyễn Thị Thưng 81' | Chi tiết | Kim Hồng 37'          |

| Hà NỘi | 1–1      | Hà Tây |
| ------ | -------- | ------ |
|        | Chi tiết |        |

| Hà Nam | 2–0      | Thái Nguyên |
| ------ | -------- | ----------- |
|        | Chi tiết |             |

### vòng 4
| Hà Nội              | 2–0      | Hà Nam |
| ------------------- | -------- | ------ |
| Từ Thị Phụ 85', 87' | Chi tiết |        |

| Thái Nguyên | 0–3      | Than Khoáng Sản Việt Nam    |
| ----------- | -------- | --------------------------- |
|             | Chi tiết | Lê Thị Hiền · Lê Thị Thương |

| Hà Tây | 0–0      | Thành phố Hồ Chí Minh |
| ------ | -------- | --------------------- |
|        | Chi tiết |                       |

### vòng 5
| Than Khoáng Sản Việt Nam | 1–2      | Hà Nội                       |
| ------------------------ | -------- | ---------------------------- |
| Mai Lan 14'              | Chi tiết | Kim Tiến 13' · Ngọc Châm 45' |

| Hà Nam | 0–5      | Hà Tây                                                  |
| ------ | -------- | ------------------------------------------------------- |
|        | Chi tiết | Thuỳ Linh (18) 15', 35', 43', 77' · Minh Nguyệt (9) 68' |

| Thành phố Hồ Chí Minh                                                 | 5–0      | Thái Nguyên |
| --------------------------------------------------------------------- | -------- | ----------- |
| Kim Chi (14) 33', 90' · Hồng Tiến (9) 34', 47' · Thanh Khiết (11) 76' | Chi tiết |             |

### vòng 6
| Thái Nguyên | 0–2      | Hà Tây                             |
| ----------- | -------- | ---------------------------------- |
|             | Chi tiết | Thuỳ Linh 85' · Đào Thị Miện 90+3' |

| Than Khoáng Sản Việt Nam         | 2–1      | Hà Nam            |
| -------------------------------- | -------- | ----------------- |
| Lê Thị Hiền 2' · Nhiêu Thuỳ Linh | Chi tiết | Văn Thị Thanh 13' |

| Hà Nội                | 3–1      | Thành phố Hồ Chí Minh |
| --------------------- | -------- | --------------------- |
| Ngọc Châm · Tuyết Mai | Chi tiết | Hồng Tiến 15'         |

### vòng 7
| Hà Tây                                | 2–2      | Than Khoáng Sản Việt Nam                |
| ------------------------------------- | -------- | --------------------------------------- |
| Thùy Linh (18) 50' · Đào Thị Miên (8) | Chi tiết | Lê Thị Thương (9) 15' · Lê Thị Hiền 49' |

| Hà Nam | 0–1      | Thành phố Hồ Chí Minh |
| ------ | -------- | --------------------- |
|        | Chi tiết | Kim Hồng (7) 80'      |

| Hà Nội     | 1–0      | Thái Nguyên |
| ---------- | -------- | ----------- |
| Từ Thị Phụ | Chi tiết |             |

### vòng 8
| Thành phố Hồ Chí Minh | 1–1      | Than Khoáng Sản Việt Nam |
| --------------------- | -------- | ------------------------ |
| Kim Hồng 59'          | Chi tiết | Mai Lan 15'              |

| Hà Tây             | 1–1      | Hà Nội        |
| ------------------ | -------- | ------------- |
| Nguyễn Thị Nga 65' | Chi tiết | Ngọc Châm 39' |

| Thái Nguyên      | 1–3      | Hà Nam                                                      |
| ---------------- | -------- | ----------------------------------------------------------- |
| Chu Thị Hằng 86' | Chi tiết | Nguyễn Thị Hương 23' · Văn Thị Thanh 56' · Trần Thị Thu 72' |

### vòng 9
| Hà Nam | 2–1      | Hà Nội |
| ------ | -------- | ------ |
|        | Chi tiết |        |

| Than Khoáng Sản Việt Nam | 2–0      | Thái Nguyên |
| ------------------------ | -------- | ----------- |
|                          | Chi tiết |             |

| Thành phố Hồ Chí Minh | 0–1      | Hà Tây               |
| --------------------- | -------- | -------------------- |
|                       | Chi tiết | Nguyễn Thị Thành 54' |

### vòng 10
| Hà Nội         | 1–2      | Than Khoáng Sản Việt Nam |
| -------------- | -------- | ------------------------ |
| Từ Thị Phụ 38' | Chi tiết | Bùi Thị Phượng 34', 54'  |

| Hà Tây              | 1–1      | Hà Nam          |
| ------------------- | -------- | --------------- |
| Trịnh Thuỳ Linh 82' | Chi tiết | Vũ Thị Lành 87' |

| Thái Nguyên | 0–4      | Thành phố Hồ Chí Minh |
| ----------- | -------- | --------------------- |
|             | Chi tiết |                       |

## Bảng xếp hạng
| Vị trí | Đội bóng         | Trận | Thắng | Hòa | Thua | Hiệu số | Điểm số |
| 1      | Than KS Việt Nam | 10   | 6     | 3   | 1    | 17-9    | 21      |
| 2      | Hà Tây           | 10   | 4     | 6   | 0    | 18-6    | 18      |
| 3      | Hà Nội           | 10   | 5     | 2   | 3    | 19-10   | 17      |
| 4      | TP.HCM           | 10   | 5     | 2   | 3    | 16-8    | 17      |
| 5      | Phong Phú Hà Nam | 10   | 3     | 1   | 6    | 10-16   | 10      |
| 6      | Thái Nguyên      | 10   | 0     | 0   | 10   | 2-33    | 0       |

## Tổng kết mùa giải
- Đội vô địch: Than Khoáng Sản Việt Nam
- Đội xếp thứ nhì: Hà Tây
- Đội xếp thứ ba: Hà Nội
- Đội đoạt giải phong cách: TPHCM
- Cầu thủ ghi nhiều bàn thắng nhất: Trịnh Thuỳ Linh (11- Hà Tây, 8 bàn)
- Thủ môn xuất sắc nhất: Đặng Thị Kiều Trinh (30 - TPHCM)
- Cầu thủ xuất sắc nhất: Đào Thị Miện (8-Hà Tây)